# Georg Dasch
Georg Dasch, auch Gregor Daschius (* um 1510 in Würzburg; † 1578 in Gotha), war Bürgermeister von Gotha.

## Leben
Er ließ sich 1538 an der Wittenberger Universität immatrikulieren. Um 1544 heiratete er Ursula, die Tochter des Malers Lucas Cranach des Älteren, die nach einer kurzen vorausgegangenen Ehe (1537–1541) mit ihm die zweite Ehe einging.
Nachdem er einen Ruf an den Hof des Würzburger Bischofs aufgrund seines evangelischen Glaubens abgelehnt hatte, sollte er auf Empfehlung von Joachim Camerarius und Philipp Melanchthon im Juni 1544 an den Hof von Georg III. von Anhalt gehen, wozu es jedoch nicht kam. Als er im Sommer 1545 die Absicht hegte, eine Studienreise an die italienischen Hochschulen zu unternehmen, riet ihm Melanchthon davon ab, sodass er diesen Plan aufgab.
Vermutlich in der Folge des Schmalkaldischen Krieges siedelte er nach Gotha über, wo er das Haus seines Schwiegervaters bewohnte. Ausgestattet mit einem glänzenden Zeugnis Melanchthons vom 25. Mai 1548 gelangte er in kurzer Zeit in Gotha zu amtlichen Berufungen. Zunächst wurde er zum Verwalter des Stifts und der Ministratur ernannt und die dortige Stadtverwaltung wählte ihn zu Stadtschreiber und Bürgermeister. Der zunehmenden Belastung konnte Dasch nicht vollständig gerecht werden, sodass er im Herbst 1548 um die Enthebung aus dem Amt des Verwalters des Stifts und der Ministratur bat. Diesem Ansuchen entsprach man und der Rat übertrug 1550 das Amt Justus Menius. Dasch hingegen erscheint 1563 als Licentiat der Rechte und Hofprocurator.